# مروچا
مروچا (به لاتین: Mrocza، تلفظ: [ˈmrɔt͡ʂa]) یک شهرک در لهستان است که در شهرستان ناکوو واقع شده‌است.

## خصوصیات
مروچا ۴٫۳۲ کیلومترمربع مساحت و ۴٬۲۰۳ نفر جمعیت دارد.